# Morodora
Morodora is een geslacht van vliesvleugeligen uit de familie Pteromalidae. De wetenschappelijke naam van dit geslacht is voor het eerst geldig gepubliceerd in 1933 door Gahan.

## Soorten
Het geslacht Morodora is monotypisch en omvat slechts de volgende soort:
- Morodora armata Gahan, 1933